# Escanda Purana
Skandá Purāṇá ou mais simplesmente Skanda Purana é o maior mahā puraná, um género de 18 textos religiosos hindus.
- स्कन्दपुराण, em escrita devánagari do sânscrito.
- skandápurāṇa, no sistema IAST de transliteração sânscrita.

## Datação
Desconhece-se a sua data de composição. Geralmente os hinduístas creem que todos os 18 mahā puranás foram escritos pelo sábio Viasa.

## Conteúdo
O texto é dedicado principalmente à vida e obra da divindade Kartikeia (também chamado Skandá ou Murugan), filho da divindade Shiva e da deusa Parvati.
Também contém uma série de lendas acerca de Shiva, e dos lugares sagrados associados a este.
Este mahapuraná foi recitado por Skandá, e dispõe-se em várias partes, por vezes também fragmentadas.
É descrito pela tradição shivaísta na região de Hemakuta (perto da cidade de Viyaia Nagara, no estado de Karnataka). O «Kashi khanda» (‘capítulo sobre Varanasi’) descreve a mesma tradição na zona de Benarés, e o capítulo «Utkala khanda» no estado de Orissa.